# Frontera entre els Estats Units i Nova Zelanda
La frontera entre els Estats Units i Nova Zelanda es completament marítima i es troba a l'oceà Pacífic. Delimita la zona econòmica exclusiva entre els dos països, i separant les Samoa Nord-americana de tres territoris de Nova Zelanda : Illes Cook, Niue i Tokelau.

## Fronteres Tokelau/Samoa americanes
El tractat és compost de 8 punts
- Punt 1 : 10° 01′ 26″ S, 168° 31′ 25″ O / 10.02389°S,168.52361°O.
- Punt 2 : 10° 07′ 52″ S, 169° 46′ 50″ O / 10.13111°S,169.78056°O.
- Punt 3 : 10° 10′ 18″ S, 170° 16′ 10″ O / 10.17167°S,170.26944°O.
- Punt 4 : 10° 15′ 17″ S, 171° 15′ 32″ O / 10.25472°S,171.25889°O.
- Punt 5 : 10° 17′ 50″ S, 171° 50′ 58″ O / 10.29722°S,171.84944°O.
- Punt 6 : 10° 25′ 26″ S, 172° 11′ 01″ O / 10.42389°S,172.18361°O.
- Punt 7 : 10° 46′ 15″ S, 173° 03′ 53″ O / 10.77083°S,173.06472°O.
- Punt 8 : 11° 02′ 17″ S, 173° 44′ 48″ O / 11.03806°S,173.74667°O.

## Fronteres Illes Cook/Samoa americanes
El tractat és compost de 25 punts
- Punt 1 : 17° 33′ 28″ S, 166° 38′ 35″ O / 17.55778°S,166.64306°O.
- Punt 2 : 16° 45′ 30″ S, 166° 01′ 39″ O / 16.75833°S,166.02750°O.
- Punt 3 : 16° 23′ 29″ S, 165° 45′ 11″ O / 16.39139°S,165.75306°O.
- Punt 4 : 16° 18′ 30″ S, 165° 41′ 29″ O / 16.30833°S,165.69139°O.
- Punt 5 : 16° 08′ 42″ S, 165° 34′ 12″ O / 16.14500°S,165.57000°O.
- Punt 6 : 15° 44′ 58″ S, 165° 16′ 36″ O / 15.74944°S,165.27667°O.
- Punt 7 : 15° 38′ 47″ S, 165° 12′ 03″ O / 15.64639°S,165.20083°O.
- Punt 8 : 15° 14′ 04″ S, 165° 18′ 29″ O / 15.23444°S,165.30806°O.
- Punt 9 : 15° 00′ 09″ S, 165° 22′ 07″ O / 15.00250°S,165.36861°O.
- Punt 10 : 14° 03′ 30″ S, 165° 37′ 20″ O / 14.05833°S,165.62222°O.
- Punt 11 : 13° 44′ 56″ S, 165° 58′ 44″ O / 13.74889°S,165.97889°O.
- Punt 12 : 13° 35′ 44″ S, 166° 09′ 19″ O / 13.59556°S,166.15528°O.
- Punt 13 : 13° 21′ 25″ S, 166° 25′ 42″ O / 13.35694°S,166.42833°O.
- Punt 14 : 13° 14′ 03″ S, 166° 34′ 03″ O / 13.23417°S,166.56750°O.
- Punt 15 : 13° 11′ 25″ S, 166° 37′ 02″ O / 13.19028°S,166.61722°O.
- Punt 16 : 12° 57′ 51″ S, 166° 52′ 21″ O / 12.96417°S,166.87250°O.
- Punt 17 : 12° 41′ 22″ S, 167° 11′ 01″ O / 12.68944°S,167.18361°O.
- Punt 18 : 12° 28′ 40″ S, 167° 25′ 20″ O / 12.47778°S,167.42222°O.
- Punt 19 : 12° 01′ 55″ S, 168° 10′ 24″ O / 12.03194°S,168.17333°O.
- Punt 20 : 11° 43′ 53″ S, 168° 27′ 58″ O / 11.73139°S,168.46611°O.
- Punt 21 : 11° 02′ 40″ S, 168° 29′ 21″ O / 11.04444°S,168.48917°O.
- Punt 22 : 10° 52′ 31″ S, 168° 29′ 42″ O / 10.87528°S,168.49500°O.
- Punt 23 : 10° 12′ 49″ S, 168° 31′ 02″ O / 10.21361°S,168.51722°O.
- Punt 24 : 10° 12′ 44″ S, 168° 31′ 02″ O / 10.21222°S,168.51722°O.
- Punt 25 : 10° 01′ 26″ S, 168° 31′ 25″ O / 10.02389°S,168.52361°O.

## Fronteres Niue/Samoa americanes
El tractat és compost de 19 punts
- Punt 1 : 17° 33′ 18″ S, 166° 38′ 31″ O / 17.55500°S,166.64194°O.
- Punt 2 : 17° 32′ 55″ S, 166° 39′ 38″ O / 17.54861°S,166.66056°O.
- Punt 3 : 17° 23′ 55″ S, 167° 06′ 38″ O / 17.39861°S,167.11056°O.
- Punt 4 : 17° 10′ 49″ S, 167° 45′ 27″ O / 17.18028°S,167.75750°O.
- Punt 5 : 17° 04′ 39″ S, 168° 03′ 34″ O / 17.07750°S,168.05944°O.
- Punt 6 : 17° 01′ 07″ S, 168° 13′ 55″ O / 17.01861°S,168.23194°O.
- Punt 7 : 16° 47′ 47″ S, 168° 52′ 31″ O / 16.79639°S,168.87528°O.
- Punt 8 : 16° 39′ 00″ S, 169° 17′ 32″ O / 16.65000°S,169.29222°O.
- Punt 9 : 16° 38′ 12″ S, 169° 19′ 47″ O / 16.63667°S,169.32972°O.
- Punt 10 : 16° 38′ 01″ S, 169° 22′ 25″ O / 16.63361°S,169.37361°O.
- Punt 11 : 16° 37′ 04″ S, 169° 36′ 12″ O / 16.61778°S,169.60333°O.
- Punt 12 : 16° 35′ 39″ S, 169° 55′ 57″ O / 16.59417°S,169.93250°O.
- Punt 13 : 16° 36′ 16″ S, 169° 59′ 13″ O / 16.60444°S,169.98694°O.
- Punt 14 : 16° 37′ 23″ S, 170° 05′ 15″ O / 16.62306°S,170.08750°O.
- Punt 15 : 16° 41′ 39″ S, 170° 28′ 26″ O / 16.69417°S,170.47389°O.
- Punt 16 : 16° 43′ 16″ S, 170° 37′ 28″ O / 16.72111°S,170.62444°O.
- Punt 17 : 16° 43′ 49″ S, 170° 40′ 35″ O / 16.73028°S,170.67639°O.
- Punt 18 : 16° 49′ 33″ S, 171° 13′ 23″ O / 16.82583°S,171.22306°O.
- Punt 19 : 16° 50′ 25″ S, 171° 18′ 19″ O / 16.84028°S,171.30528°O.